# تام مک‌ایون
تام مک‌ایون (انگلیسی: Tom McEwen؛ زادهٔ ۱۰ مهٔ ۱۹۹۱) سوارکار است.
وی در مسابقات کشوری و بین‌المللی در مجموع برندهٔ ۱ مدال طلا، ۱ مدال نقره شده‌است.